# Kim Ji-won
Pour l’article homonyme, voir Kim Ji-won (actrice).
Kim Ji-won est un boxeur sud-coréen né le 6 août 1959.

## Carrière
Champion de Corée du Sud et d'Asie OPBF des super-coqs en 1983, il devient champion du monde IBF de la catégorie le 3 janvier 1985 en battant par KO au 10e round son compatriote Sung In Suh. Kim conserve sa ceinture IBF face à Ruben Dario Palacios, Bobby Berna, Suh lors du combat revanche et Rudy Casicas puis met un terme à sa carrière en 1986 en restant invaincu en 18 combats professionnels (16 victoires et 2 matchs nuls).